# 쓰레기통 뒤지기

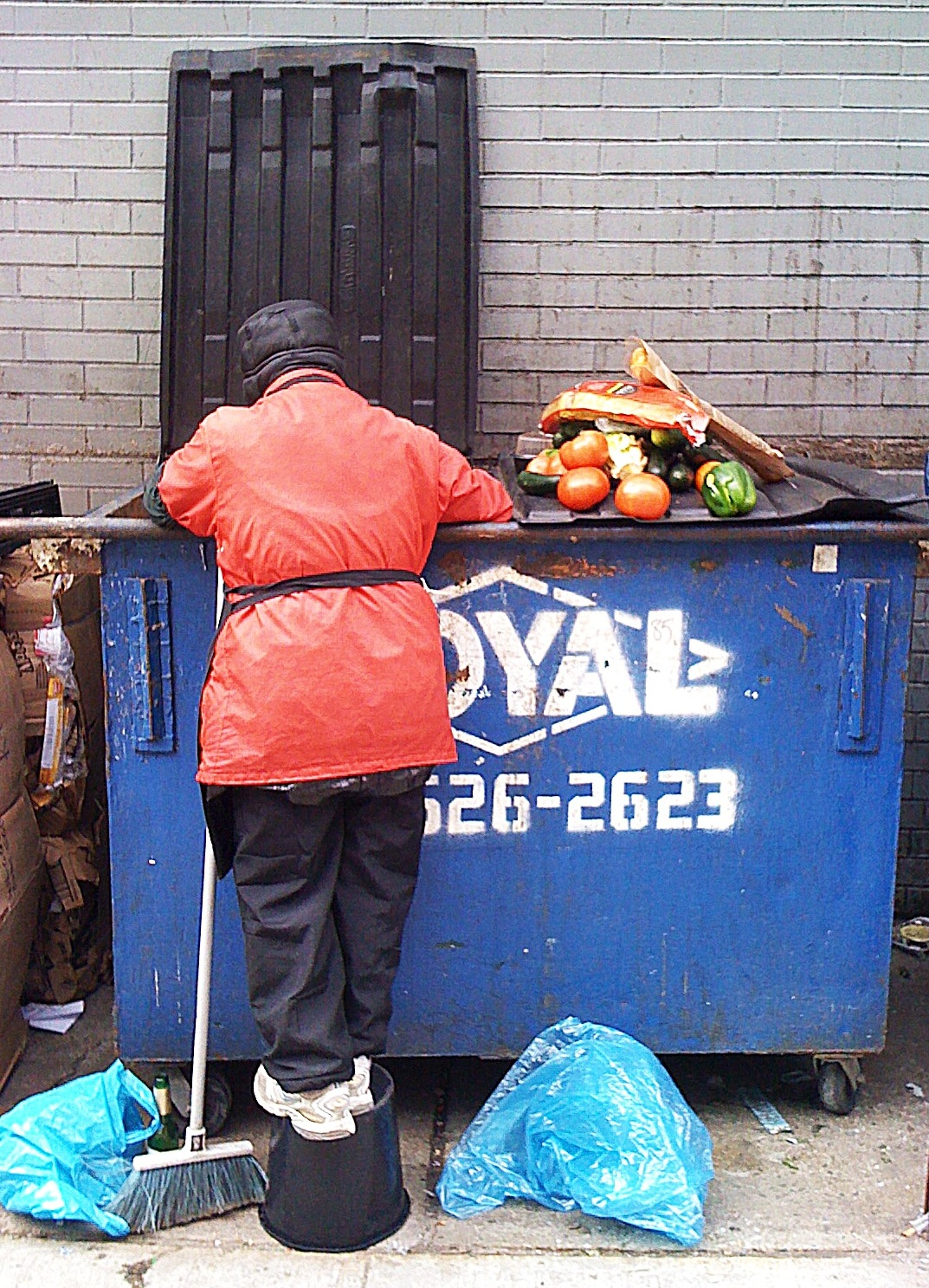

쓰레기통 뒤지기 또는 덤프스터 다이빙(Dumpster diving)은 대형 상업용, 주거용, 산업용 및 건설 컨테이너에서 소유자가 폐기했지만 쓰레기를 뒤지는 사람에게 유용한 것으로 간주되는 미사용 품목을 회수하는 것이다. 쓰레기통에만 국한되는 것은 아니며 표준 가정용 쓰레기 용기, 도로변, 매립지 또는 작은 쓰레기장 또한 다룰 수 있다.
사람들은 의류, 가구, 음식 및 작동 상태가 좋은 비슷한 물건과 같은 물건들을 구하기 위해 쓰레기통을 뒤진다. 어떤 사람들은 가난 때문에 필요에 따라, 다른 사람들은 이념적 이유나 전문적이고 체계적으로 이익을 위해 한다.

## 저명한 예
1960년대에 제리 슈나이더는 더 퍼시픽 텔레폰 앤드 텔레그래프 컴퍼니(The Pacific Telephone & Telegraph Company)에서 회수한 사용 설명서를 사용하여 회사 자체 절차를 사용하여 체포될 때까지 몇 년 동안 수십만 달러 상당의 전화 장비를 구입했다.
'캐슬 인피니티'라는 비디오 게임은 2005년에 종료된 후 한 팬이 쓰레기에서 서버를 구해내어 다시 살아났다.
2013년 10월, 북런던에서 세 명의 남성이 1824년 부랑법에 따라 아이슬란드 슈퍼마켓 뒤 쓰레기통에서 버려진 음식(토마토, 버섯, 치즈, 케이크)을 가져가다가 적발되어 체포되어 기소되었다. 혐의는 2014년 1월 29일 많은 대중의 비판과 아이슬란드 최고 경영자인 말콤 워커(Malcolm Walker)의 요청으로 취소되었다.
1996년 회사가 문을 닫았을 때 아타리 사무실의 쓰레기통에서 아타리 7800의 소스 코드가 발견되었다.

## 같이 보기
- 수렵채집사회
- 퇴비